# Alpská lidová architektura

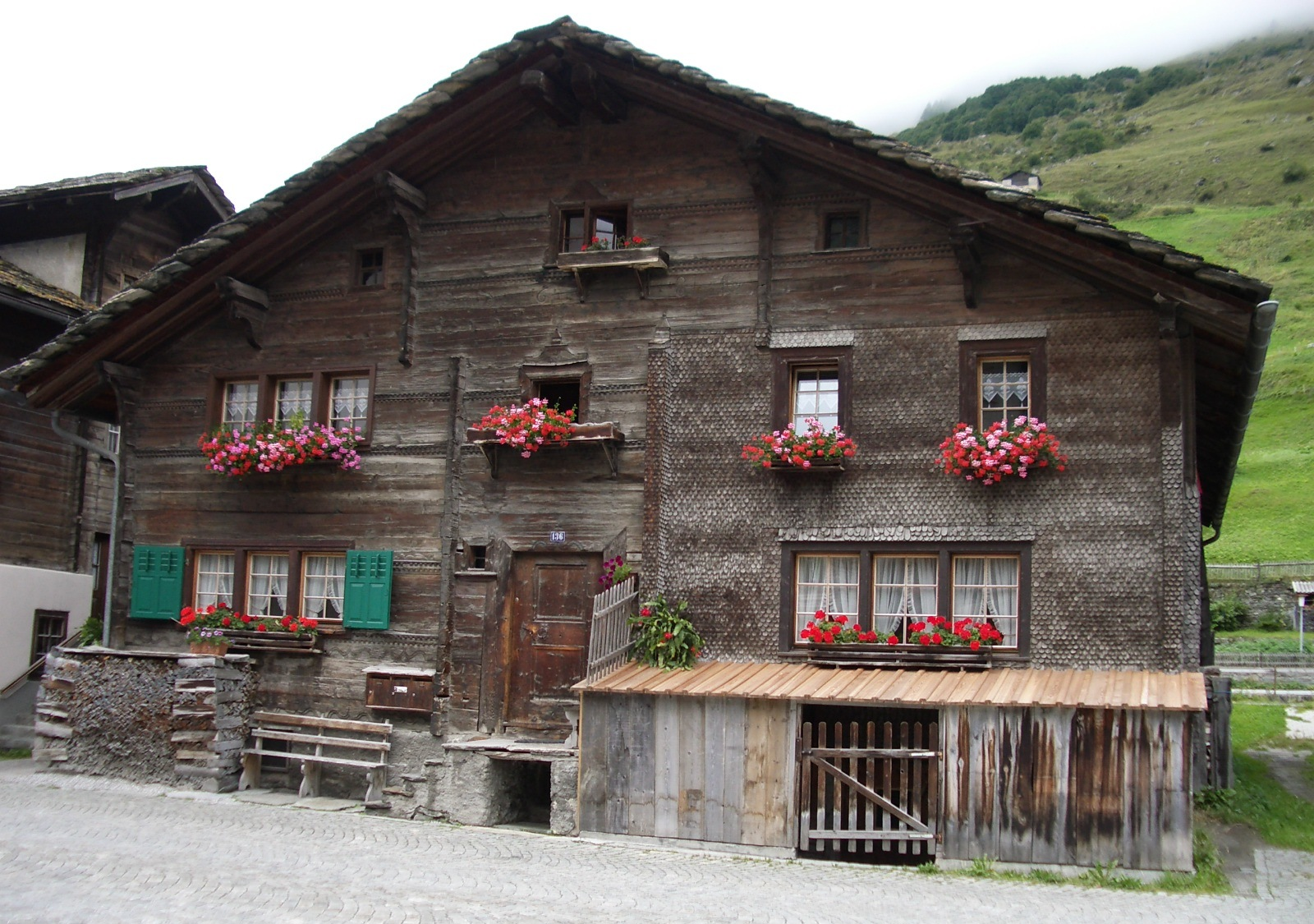
Walserský dům ve švýcarské obci Vals

Alpská lidová architektura je projev stavební činnosti s vlastnostmi závislými na dostupných zdrojích a materiálech a na místních potřebách v oblasti Alp, stavěná většinou svépomocí. 
Poměrně rozšířeným typem domu v Alpách je dvou- až třípatrová z části roubená nebo dřevem obložená stavba s mírně skloněnou šindelovou střechou zatíženou kameny. Často je zdobená ornamentálními malbami na zdech (německy Lüftlmalerei) případně sgrafity, řezbami a také podélnými balkony či pavláčkami. Tyto domy se vyskytují například v Bernských Alpách, v Tyrolsku, v Horním Bavorsku, v Allgäu, v Oisins. 